# Пиманион
Пиманион (греч. Ποιμανενον; лат. Poemanenum) — небольшая, но стратегически важная византийская крепость на границе областей Мизия и Вифиния. Как крепость упоминается в 1204 и 1214 годах. Как и соседняя Лентиана, в самом начале XIII века Пиманион имел важное стратегическое значение. Тогда борьбу за него вели франки Латинской империи и никейцы. Пиманион по-видимому охранял дорогу, связывавшую некогда Лопадий (соврем. Улуабат) и Пеги (соврем. Карабиге). Византийскому Пиманиону ныне соответствует, скорее всего, современный турецкий посёлок Эскиманьяс (Eskimanyas). На юг от Эскиманьяса сохранилась конная дорога на Балыкесир.
В античные времена Пиманион был городом-крепостью к югу от Кизика. Шлиман (открывший Трою) нашел здесь надпись, в которой говорится, что в 80 году нашей эры К. Клавдий Нерон, будучи правителем Малой Азии, отдал приказ жителям города принять меры для защиты Илиона от нападения неназванного враг (возможно, пираты).